# Précy-sur-Oise

Précy-sur-Oise este o comună în departamentul Oise, Franța. În 1 ianuarie 2022 avea o populație de 3.331 de locuitori.